# 大頭竹節蟲亞科
大頭竹節蟲亞科（學名：Megacraniinae）是竹節蟲目竹節蟲科的一個亞科，於2020年被描述發表。此亞科共包含8個屬，其下物種分布於太平洋與印度洋的島嶼和澳洲，這些物種過去皆屬竹節蟲科的平頭竹節蟲亞科，因該亞科為複系群，除模式屬平頭竹節蟲屬外，其他屬皆被移入新的亞科中，並以大頭竹節蟲屬為模式屬，即大頭竹節蟲亞科。本亞科是狹義竹節蟲科（即Lanceocercata）的成員。

## 屬
- Acanthograeffea Günther, 1932：分布於馬里亞納群島與楚克群島
- Apterograeffea（法语：Apterograeffea） Cliquennois & Brock, 2002：分布於馬斯克林群島（可能不屬於本亞科）
- Davidrentzia（荷兰语：Davidrentzia）  - monotypic D. valida Brock & Hasenpusch, 2007：分布於豪勳爵島
- Erastus（荷兰语：Erastus） Redtenbacher, 1908：分布於华莱士区（英语：Wallacea）（奧比群島與布魯島）
- Graeffea Brunner von Wattenwyl, 1868：分布於薩摩亞、斐濟、馬克薩斯群島、新喀里多尼亞、索羅門群島、塞席爾
- 大頭竹節蟲屬 Megacrania Kaup, 1871：分布於臺灣、日本、婆羅洲、新幾內亞、华莱士区（奧比群島、布魯島、卡伊群島）、索羅門群島、俾斯麥群島、澳洲東北部、萬那杜、斐濟
- Ophicrania（荷兰语：Ophicrania） Kaup, 1871：分布於菲律賓、帛琉、馬來半島、华莱士区（布魯島、卡約阿島）、新幾內亞
- Xenomaches（荷兰语：Xenomaches） Kirby, 1896：分布於羅德里格斯島（可能已滅絕）